# Objev na Střapaté hůrce
Objev na Střapaté hůrce je československé filmové drama z roku 1962 v režii Karla Steklého.

## Obsazení
- Otomar Korbelář
- Otto Simánek
- Walter Taub